# Krueng Nyong
Krueng Nyong is een bestuurslaag in het regentschap Pidie van de provincie Atjeh, Indonesië. Krueng Nyong telt 176 inwoners (volkstelling 2010).